# Chiếc lông Chim Ưng Finist

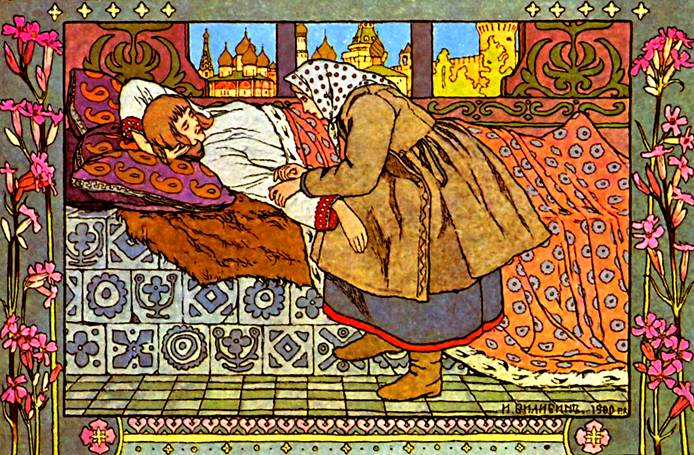
Tranh dân gian minh họa câu chuyện

Chiếc lông Chim Ưng Finist (tiếng Nga: 『Финнст - Ясный сокол』, Finist - Chim Ưng thông thái) là một câu chuyện cổ tích do nhà nghiên cứu văn hóa dân gian Aleksandr Afanasyev thu thập và in trong tập sách Những câu chuyện cổ tích Nga.

## Nội dung

### Nhân vật
- Chim Ưng Finist
- Ba chị em Baba-Yaga
- Hoàng hậu